# خال اوتا
خال اوتا به انگلیسی: Nevus of Ota یک هیپرپیگمانتاسیون است که روی صورت و اغلب در سفیدی چشم ظاهر می‌شود. این خال در پیشانی، بینی، گونه، ناحیه اطراف حدقه و شقیقه رخ می‌دهد.
این خال برای اولین بار توسط  ماسائو اوتا اهل ژاپن در سال ۱۹۳۹ گزارش شد.

## علت
خال اوتا به دلیل تجمع ملانوسیت‌ها در یک سوم بالایی درم ایجاد می‌شود. این بیماری فقط در صورت و اغلب در یک طرف، به ندرت در دو طرف مشاهده می‌شود و دو شاخه اول عصب سه قلو را درگیر می‌کند. صلبیه در دو سوم موارد درگیر و باعث افزایش خطر ابتلا به گلوکوم می‌شود. نباید این بیماری را با لکه مغولی که یک خال مادرزادی ناشی از گیر افتادن ملانوسیت‌ها در درم است اشتباه گرفت که در ناحیه لومبوساکرال قرار دارد. زنان تقریباً پنج برابر بیشتر از مردان در معرض ابتلا  به آن هستند و در میان نژاد قفقازی نادر است. خال اوتا ممکن است مادرزادی نباشد و در دوران بلوغ ظاهر شود.

## درمان پوستی
لیزر ۱۰۶۴ نانومتر Q-switched با موفقیت برای درمان این بیماری استفاده شده است. لیزرهای Q-Switched (۶۹۴ نانومتر روبی، ۷۵۵ نانومتر الکساندریت یا ۱۰۶۴ نانومتر Nd-YAG) با قدرت پیک بالا و پالس در محدوده نانو سکند، برای درمان ضایعات مختلف اپیدرمی، پیوندی، مختلط و پوستی مناسب هستند. لیزر Q-switched ۱۰۴۶ نانومتر Nd-YAG  انتخاب ایده‌آل برای درمان رنگدانه پوستی مانند خال اوتا و برای انواع پوست‌های تیره‌تر است، زیرا خطر آسیب خوردن به اپیدرم و تغییرات رنگدانه را کاهش می‌دهد. انتظار می‌رود که پاکسازی رنگدانه تقریباً به طور کامل اتفاق بیفتد. معمولاً چند جلسه درمانی با فاصله حداقل شش هفته از یکدیگر، برای دستیابی به پاکسازی کامل یا نیمه کامل مورد نیاز است. تعداد درمان‌ها عمدتاً به شدت ضایعه بستگی دارد. برای ضایعه تیره‌تر، درمان‌های بیشتری مورد نیاز است. درمان تا اندازه‌ای به کیفیت سیستم لیزر مورد استفاده و انرژی خروجی آن نیز بستگی دارد. نکته آخر این که تجربه جراح هنگام انجام لیزر نقش مهمی در پاکسازی سریع و کامل خال دارد.

## موارد قابل توجه
- بازیگر زن دانیلا رواه( Daniela Ruah)[۴] از NCIS: لس آنجلس ، چشم راست
- بازیگر مرد اریک لا سال( Eriq La Salle )از مجموعه ER، چشم چپ

## همچنین ببینید
- خال ایتو
- لیست بیماری‌های پوستی